# 爆丸
爆丸 (バクガン、BAKUGAN) とは、カナダのスピンマスターが開発した男児向けの玩具、またはそれを原案としたメディアミックス作品群の総称。かつては日本のセガトイズ（現セガフェイブ）と共同で開発した。

## 玩具
シリーズの共通機構として、球状の爆丸本体にはばね、ネオジム磁石、そして成形パーツを束ねるねじとピンが組み込まれている。鉄板仕込みのカード（ゲートカード）まで転がすと、爆丸は磁気でカードにくっつける（スタンドする）同時に、磁気による動作でロックを外した一部のパーツがねじの弾力で展開し、球体から様々なモンスターの形に瞬間変形する。
成形パーツは基本的にABS製であり、種類によってはダイキャストやナイロンも使われている。球状態の標準直径は28mm（バトルブローラーズ初期）・32mm（バトルブローラーズ、爆テク、アーマーズ）・36mm（バトルブローラーズの BakuBlaster、爆テクの36爆丸、バトルプラネット以降のシリーズ）の3つが知られており、他には100cmを越えるデカ爆丸など特殊な規格もある。
シリーズや販売地域によりそれぞれ独自のゲームルールを持つが、基本的には戦う玩具（バトルホビー）とカードゲームを合わせた遊びとなっている。また、シリーズによっては合体やパーツ互換といった様々な特殊ギミックや、球以外の様々な形から変形するオプションパーツ類 (support pieces) もある。

## シリーズ・作品群
『爆丸アーマーズ』を除きそれぞれの玩具シリーズには対応の販促作品が存在し、日本を拠点に作られている（各項目を参照）。作中の設定・世界観はシリーズによって異なるが、海外にも放送されたアニメを中心とするシリーズでは、爆丸は基本的に異世界に由来し、玩具然りの球体姿と巨大なモンスター姿に可変する知的生物（意思のあるキャラクター）として描写され、登場人物の名前（「ダン」「ドラゴ」等）や専門用語（「ヴェストロイア」等）も一部流用されている。始動から2025年現在まで、約300の話数が制作・放送されていた。
ゲーム等の派生作品はそれぞれの項目を参照。

### 爆丸バトルブローラーズ
2006年から玩具展開し、2007年から2012年まで放送されたテレビアニメシリーズ。計4期。玩具は日本ではセガトイズ、欧米ではスピンマスターより発売。なお、2期と3期は欧米にて日本より1年早く先行展開し、4期は日本未展開。 
- 『爆丸バトルブローラーズ』(Bakugan Battle Brawlers)

アニメ第1期（無印）、国内2007年から放送。
- 『爆丸バトルブローラーズ ニューヴェストロイア』(Bakugan Battle Brawlers: New Vestroia)

アニメ第2期、国内2010年から放送。
- 『爆丸バトルブローラーズ ガンダリアンインベーダーズ』(Bakugan: Gundalian Invaders)[注 3]

アニメ第3期、国内2011年から放送。
- Bakugan: Mechtainum Surge[注 3]

アニメ第4期、北米2011年から放送、国内未放送。

### 爆TECH!爆丸
日本のみに展開。2010年から2014年までコロコロコミックに連載された漫画。計10巻。後にテレビアニメ化し、計2期のミニアニメとなっている。玩具「爆テクシリーズ」はセガトイズより発売。

### 爆丸アーマーズ
2014年に日本のみに展開。玩具はセガトイズより発売。唯一販促作品のないシリーズであり、第1弾計7種の爆丸のみ発売された。

### リブート（2019~2023）
『爆丸バトルブローラーズ』シリーズのリブート。2019年から2023年まで配信されたアニメシリーズ、計5期。玩具は日本ではタカラトミー（代理販売）、欧米ではスピンマスターより発売。なお、ジオガンライジング以降の玩具は全て日本未発売。
- 『爆丸バトルプラネット』(Bakugan: Battle Planet)[24]

アニメ第1期。2019年に放送。
- 『爆丸アーマードアライアンス』(Bakugan: Armor Alliance)[26]

アニメ第2期、2020年にWeb配信。
- 『爆丸ジオガンライジング』(Bakugan: Geogan Rising)

アニメ第3期、2021年にWeb配信。
- 『爆丸エボリューションズ』(Bakugan: Evolutions)

アニメ第4期、2022年にWeb配信。
- 『爆丸レジェンズ』(Bakugan: Legends)

アニメ第5期、2023年にWeb配信。

### リブート（2023~2024）
2つ目のリブート作品。2023年から2024年まで配信されたアニメ。玩具はスピンマスターより発売。日本未展開。
- Bakugan

2023年8月にRobloxにて先行公開し（第1話のみ）、9月からNetflixとディズニーXD配信。
詳細は爆丸 (2023年のアニメ)を参照。

### 実写映画
2025年2月にハリウッド実写映画化の企画が発表される。ブラッド・ペイトンが監督・脚本・製作を務め、玩具とアニメシリーズ（上記のどのシリーズについては不明）を元に、スピンマスターエンターテインメントと共同で脚本を開発する。

## 関連作品

### ズーブルズ!
爆丸の機構を流用して開発された女児向けの玩具シリーズ。爆丸と同じ、かつてのシリーズ（2010年~2012年、無印）はセガトイズとスピンマスターが共同で開発し、その後のリブート（2021年、「Zoobles! Pop Your World」）はスピンマスターのみから開発されていた。

## 類似品
爆丸に類似し、それぞれの制作会社がスピンマスターに特許侵害訴訟された玩具は次の通り。
- Screechers Wild! (Alpha)[34][35][36][37]
- Eonster Hunter / 爆兽猎人 (Lingdong[注 6])[34]
- Turning Mecard (Mattel, Choirock)[38]（スピンマスター側が敗訴[39][40]）
- Sky Warrior / 空天战队 (HONGTU)[41][42]